# Gabbiani (singolo)
Gabbiani è un singolo del cantante italiano Frah Quintale, pubblicato il 10 dicembre 2020 per Undamento.

## Descrizione
Il brano è un tributo a Gabbiano, singolo della cantautrice italiana Giuni Russo scritto nel 1987. Il giorno della presentazione del singolo, Frah Quintale ha commentato: «Gabbiani è una lettera di addio scritta tutta d’un fiato su una spiaggia deserta sorseggiando birre in lattina di bassa qualità. È un saluto amaro che sa di sconfitta ma che nel suo tono di rassegnazione riesce a trovare una spinta per voltare pagina».
La strumentale contiene un sample di Shake You Down, singolo R&B di Gregory Abbott.

## Video musicale
Il videoclip del brano, diretto da A.Manenti, è stato reso disponibile sul canale YouTube dell'artista il giorno successivo alla pubblicazione del singolo, l'11 dicembre 2020. Frah Quintale stesso è autore delle animazioni e del montaggio, mentre lo styling è stato affidato a Francesca Piovano.

## Tracce
Testi di Francesco Servidei, musiche di Ceri.
1. Gabbiani – 3:23

## Formazione
- Frah Quintale – voce, testo
- Ceri – produzione
- Gigi Barocco – mastering, missaggio